# 托爾施泰因山
47°28′28″N 13°35′7″E / 47.47444°N 13.58528°E

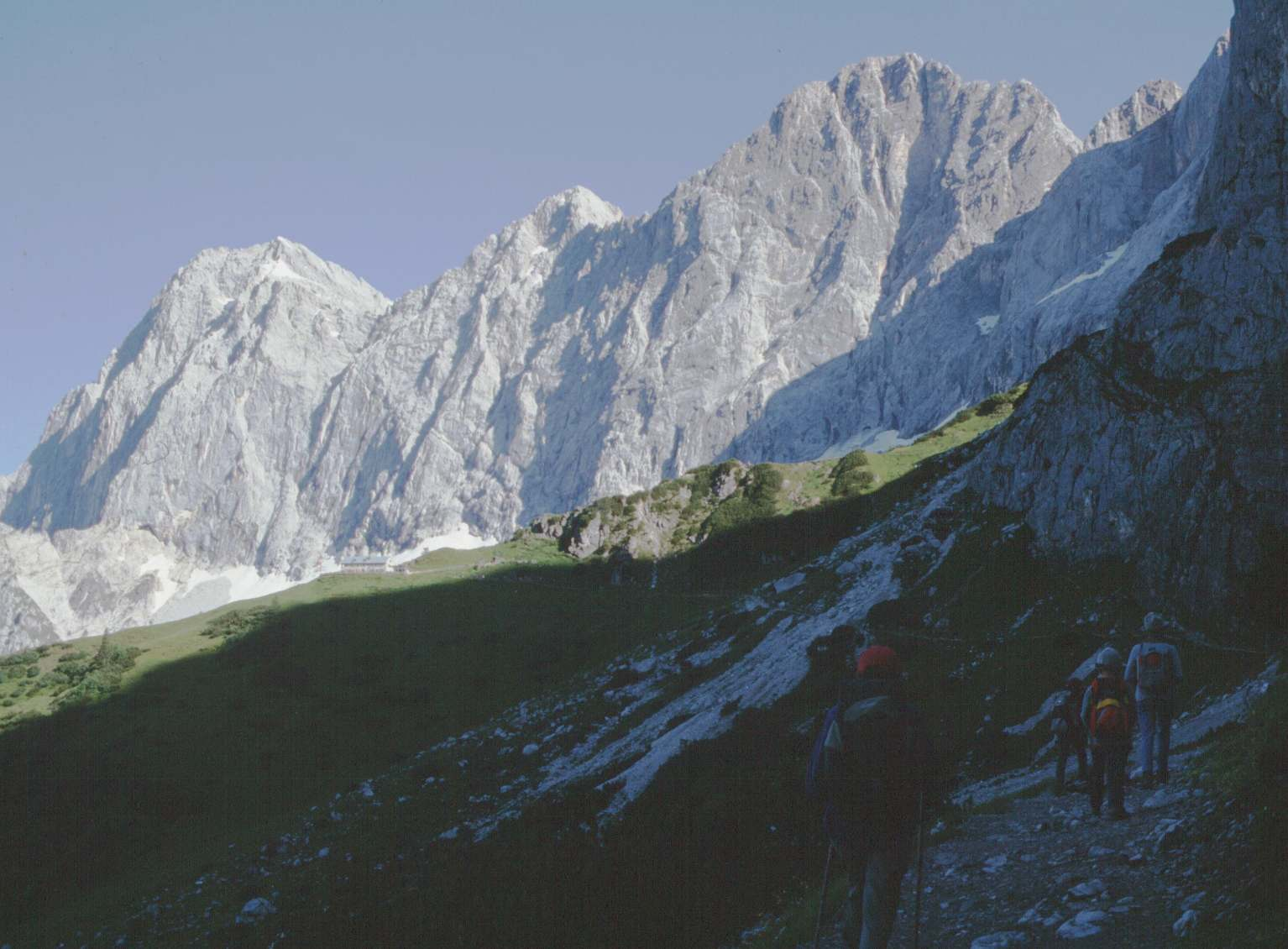

托爾施泰因山（德語：Torstein），是奧地利的山峰，處於上奧地利州和薩爾茨堡州接壤的邊界，屬於达赫施泰因山脉的一部分，距離達赫施泰因山塊1.5公里，海拔高度2,948米，每年平均降雨量2,029毫米。